# Cerro El Plata

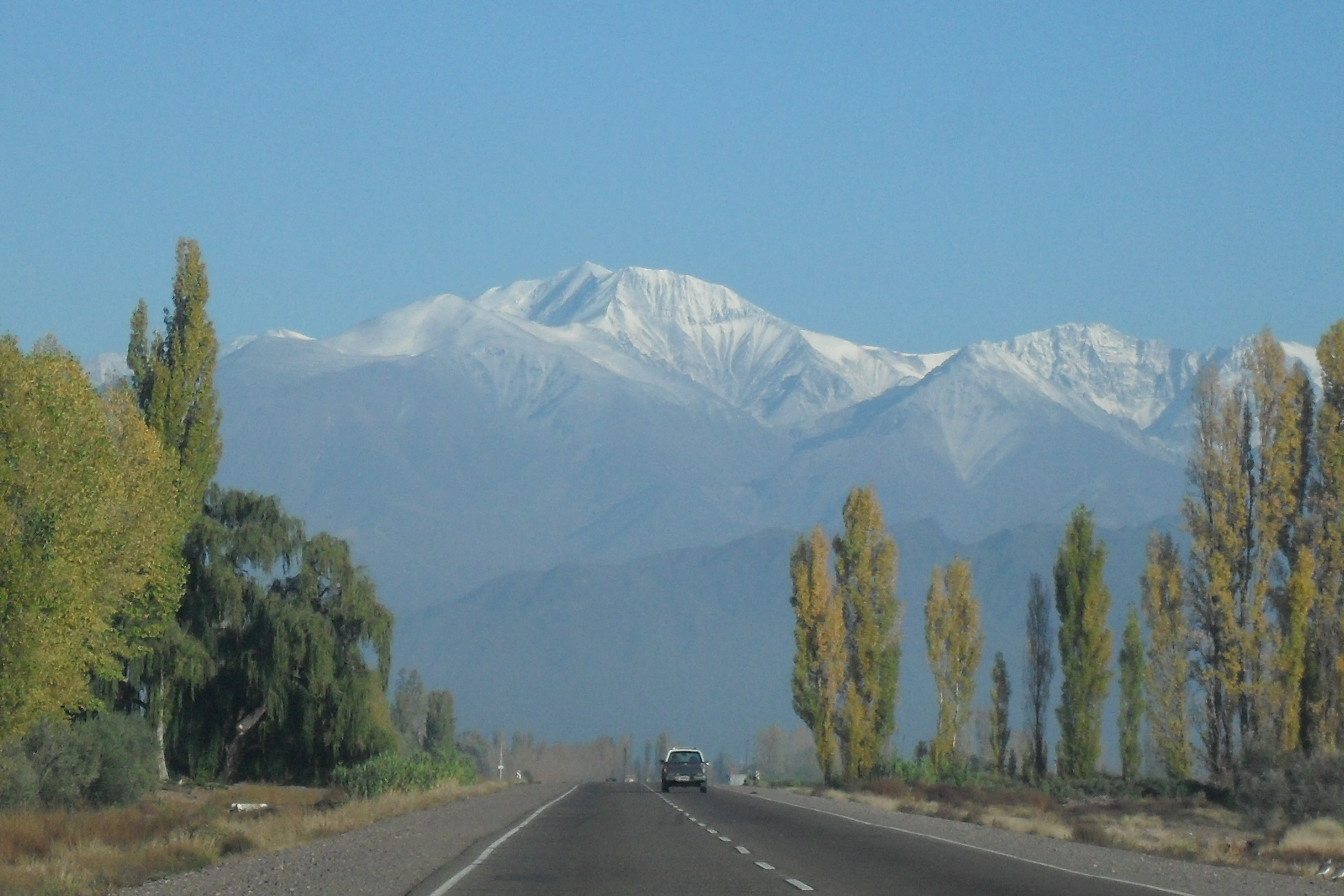
El cerro desde la RN 7, en las proximidades de Mendoza.

El Plata es el pico más alto del cordón montañoso homónimo ubicado en la provincia de Mendoza, República Argentina. 
Ubicado en la Cordillera Frontal, forma parte de la Cordillera de los Andes siendo el 12.º cerro más alto de la provincia, alcanzando una altura de 5.968 m s. n. m. Debe su nombre a que su cumbre se encuentra nevada durante todo el año. Es conocido por su imponente figura que puede ser avistada desde muy lejos. Es igualmente muy conocido entre andinistas nacionales e internacionales quienes ascienden al cerro El Plata como modo de entrenar y aclimatar para intentar ascender al cerro Aconcagua.
Fue ascendido por primera vez el 21 de enero de 1925 por el austríaco Hans Stepanek. La segunda ascensión correspondió al propio Stepanek junto a Francisco Peters el 25 de enero del mismo año. El 29 de enero M Gossler realiza la tercera ascensión. 
“En marzo de 1937 un grupo de mendocinos ascendió la cumbre del Cerro Plata, quedando sorprendidos al encontrar huellas de una primera ascensión: Constatamos que habíamos sido precedidos por alpinistas desconocidos por nosotros. En la base del hilo levantado por nuestros predecesores, encontramos un tubo de porcelana, con un documento fechado el 15 de enero de 1925 con nombre de los señores Federico Turek (quien en realidad era Hans Stepanek) y Francisco Peters, socios de la Sociedad Internacional Los Amigos de la Naturaleza, que trajimos con nosotros como prueba de la ascensión” - Profesor Evelio Echavarria, “Historia del andinismo argentino, Cordón del Plata, 1925”.
Se ubica hacia las coordenadas 33°0′57.33″S 69°27′17.72″O / -33.0159250, -69.4549222

### Ruta Norte o "Normal" ruta este
|                                                                 |
| Ruta "normal" de ascensión al cerro El Plata por su cara norte. |

| |
| Vista 3D de la ruta de ascenso al cerro El Plata por la cara Norte. (orientación noreste-sudoeste) |